# Pasiczna (obwód kijowski)
Pasiczna (ukr. Пасічна) – wieś na Ukrainie, w obwodzie kijowskim, w rejonie browarskim, w hromadzie Baryszówka. W 2001 liczyła 754 mieszkańców, spośród których 732 wskazało jako ojczysty język ukraiński, 20 rosyjski, 1 białoruski, a 1 polski.